# Raoul Nativel
Raoul Nativel (26 mars 1897, Saint-André - 11 novembre 1958, Saint-Denis) est un avocat et homme politique réunionnais, président du Conseil général, bâtonnier de l’Ordre des avocats du barreau de Saint-Denis[Quand ?] et premier-adjoint au maire de Saint-Denis.

## Biographie
Il est né en mars 1897 à Saint-André. Après des études de Droit à Aix-en-Provence, il s'inscrit au barreau de Saint-Denis de la Réunion.
Le 23 juin 1940, il dénonça en tant que Président du Conseil général, l'armistice à Radio Saint-Denis. 

« Qu'il plaise à l'ennemi d'escamoter la France et de nier son histoire de quinze siècles, mais il ne pourra pas être dit que nous, les Français des colonies, nous nous sommes faits par notre silence pusillanime, les fossoyeurs consternés de la patrie. Vive la France brisée, mutilée, mais immortelle ! »

Le 27 octobre 1940, il est privé de son mandat lorsqu'une loi de Vichy « suspend » les conseils généraux. Après le débarquement des Forces françaises libres à La Réunion en novembre 1942, il retrouve certaines de ses prérogatives, avant d'être officiellement rétabli dans ses fonctions de président le 10 mars 1943. Mais la victoire de la gauche, lors des élections cantonales de 1945, met fin à sa carrière politique. Il se consacre ensuite à la poésie.
Il décède à Saint-Denis le 11 novembre 1958 à l'âge de 61 ans. L'un de ses petits-fils est le chanteur Gérald de Palmas.

## Carrière politique

### Mandats électoraux
- 1925 : Conseiller municipal de Saint-Denis
- 1926 : élu au Conseil général
- 30 octobre 1937 : Président du Conseil général